# Julien t' Felt
Julien t' Felt (né le 14 novembre 1874 à Gand, mort le 14 février 1933 à Anvers) est un peintre et illustrateur belge.

## Biographie
Pendant la Première Guerre mondiale, il réalise des illustrations à Rouen.

## Galerie

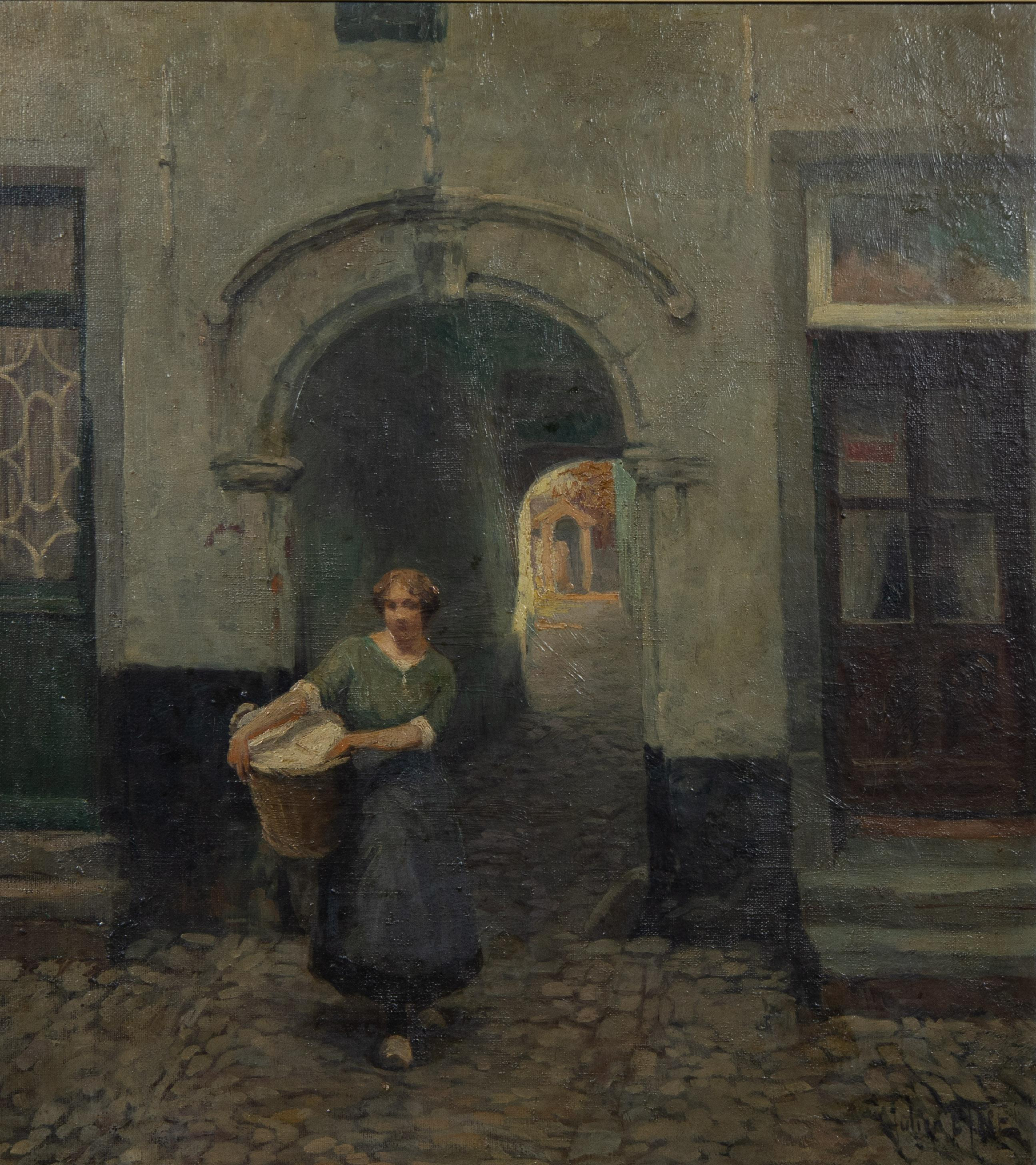
Animated alley
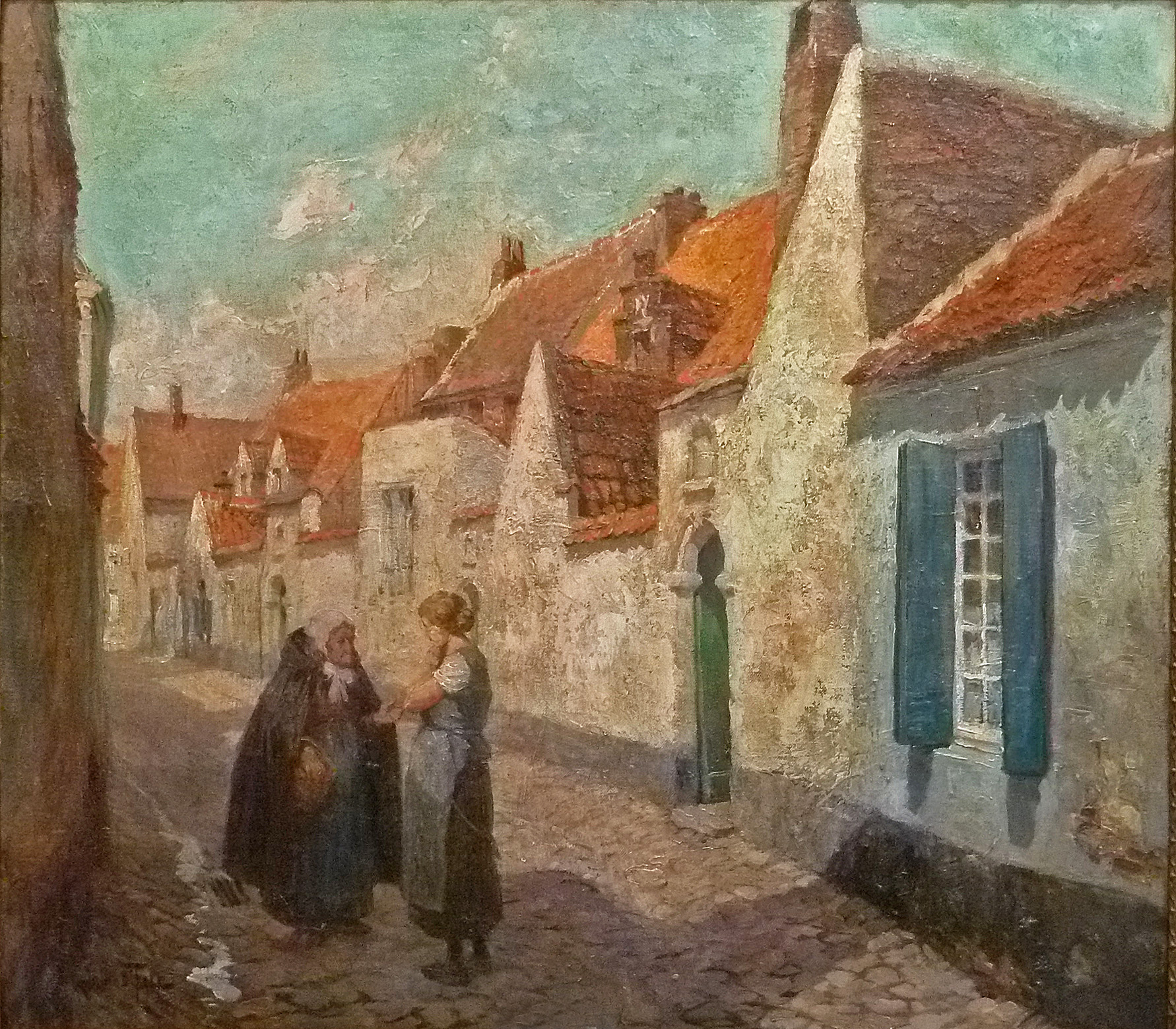
Gesprek in een zonnig Brugs straatje
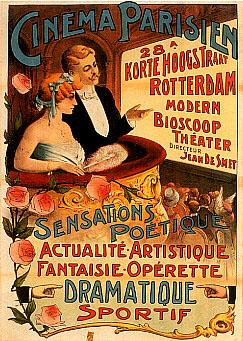
Affiche de t’ Felt de 1909.
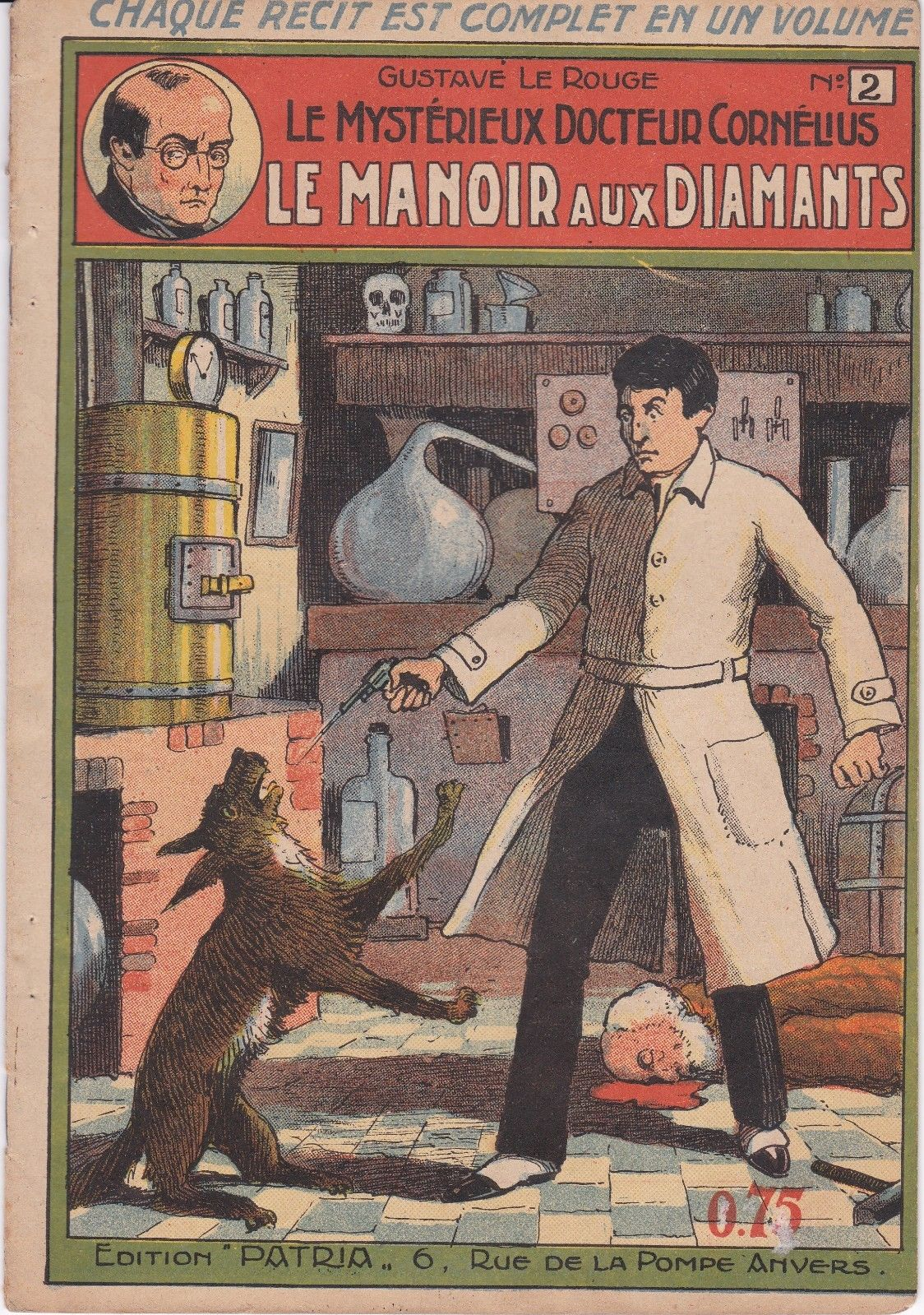
Le Mystérieux Docteur Cornélius